# Boettgeria crispa
Boettgeria crispa é uma espécie de gastrópode  da família Clausiliidae.
É endémica de Portugal.
Os seus habitats naturais são: florestas temperadas.
Está ameaçada por perda de habitat.